# Tchernelytsia
Tchernelytsia (ukrainien : Чернелиця) est une commune urbaine de l'oblast d'Ivano-Frankivsk, en Ukraine. Elle compte 1 490 habitants en 2022.